# Факултет Техника и технологии
Факултет „Техника и технологии“ в Ямбол е основно звено в структурата на Тракийския университет в Стара Загора.
Той е приемник на Техническия колеж в града с почти половинвековни традиции в областта на обучението и образованието на учители и технически кадри, утвърден като национален и регионален образователно-културен център.
Във Факултета се осъществява редовно и задочно обучение, финансирано от държавата, по следните професионални направления и специалности.

## Специалности

### ОКС „бакалавър“
- Направление „Машинно инженерство“ обучение за ОКС „бакалавър“ и „магистър“
  - специалност „Автотранспортна и земеделска техника“ с възможност за придобиване на професионална квалификация „Инструктор за обучение на водачи на МПС“, кат. „С“ и „Т“
  - специалност „Дизайн, технологии и мениджмънт на модната индустрия“

- Направление „Електротехника, електроника и автоматика“:
  - специалност „Автоматика, информационна и управляваща техника“ – ОКС „магистър“
  - специалност „Автоматика и компютърни системи“ – ОКС „бакалавър“
  - специалност „Електротехника“ – ОКС „бакалавър“ и „магистър“

- Направление „Енергетика“ – ОКС „бакалавър“ и „магистър“
  - специалност „Топло- и газоснабдяване“

- Направление „Хранителни технологии“:
  - специалност „Технология на храните“ – ОКС „бакалавър“;
  - специалност „Безопасност и качество на храните“ – ОКС „магистър“.

Завършилите ФТТ получават образователно-квалификационна степен „бакалавър“ и професионална квалификация „инженер“. Чрез редовно и задочно обучение завършилите могат да продължат обучението си за ОКС „магистър“ и да получат професионална квалификация „магистър-инженер“.

### Обучение през целия живот
- следдипломно обучение:
  - професионална квалификация „Инструктор за обучение на водачи на МПС“;
  - професионална квалификация „Учител“;
  - периодично обучение на преподаватели за подготовка на водачи на МПС;
  - безопасност на движението;
  - технология и организация на автомобилния транспорт;
  - компютърни курсове – всички степени и модули, европейски сертификат за компютърни умения (ECDL) и др.

- специализации:
  - Технология и организация на автотранспорта
  - Безопасност на движението
  - педагогически специализации

- периодично обучение на:
  - председатели на изпитни комисии за придобиване на правоспособност за управление на МПС
  - инструктори за обучение водачи на МПС
  - служителите (монтьорите) на климатични инсталации в някои превозни средства, съдържащи флуорирани парникови газове

- Център за професионално обучение – по 29 специалности.

## Обучение
Факултетът разполага с нова съвременна материално-техническа база с: 3 учебни корпуса, модерно обзаведени зали и 26 лаборатории, 9 бази за учебна и производствена практика, студентски общежития, библиотека, книжарница, столова за хранене на всички студенти, кафе-клуб.
Фондът на библиотеката възлиза на 23 500 тома монографии, справочници, учебници и научна периодика в областта на техническите науки, хранителните технологии, икономиката, педагогиката и др.
Общият брой на студентите е 531.

## Преподавателски състав
Във Факултета работят висококвалифицирани преподаватели: 7 професори, 26 доценти, 24 асистенти и 1 старши преподавател, включително 3 ”доктори” и 4 ”доктори на науките”.

## Научна дейност
Научните изследвания във Факултет „Техника и технологии“ са в областите автотранспортна и земеделска техника, моден дизайн, текстилни и шевни технологии, електротехника, електроника и автоматика, енергетика, хранителни технологии, природни и хуманитарни науки.
Разработени са над 90 научноизследователски проекти, финансирани от Национален фонд „Научни изследвания“ и Тракийския университет. През годините в тази дейност са се включвали всички преподаватели от факултета. Към момента над 80 % от преподавателите, 100 % от младите преподаватели и средно по 3 студенти на всеки 2 работни колектива участват в разработването на текущите проекти.
Резултатите от научноизследователската дейност са публикувани в статии в чужди и наши научни списания, много от които са реферирани издания и такива с ИФ. Представени са в доклади, изнесени пред научни форуми в чужбина и България като географията на участията надхвърля пределите на Стария континент.
За качеството на научноизследователската дейност говорят и фактите, че преподаватели от ФТТ са членове на научни комитети и председатели на секции от научни конференции в чужбина, членове на редакционни колегии и издателски съвети на научни списания и сборници от научни форуми.
Голяма част от изследванията са с приложен характер и са намерили израз във внедрявания или консултантска дейност.

## Международна дейност
Международната дейност е свързана основно с програма „Еразъм“. Сключени са 14 договора с технически факултети и структурни звена в университети от Великобритания, Германия, Гърция, Литва, Румъния, Словения, Турция и Чехия. Реализирани са 20 преподавателски и 6 студентски мобилности в университети-партньори. Реализирани са 6 преподавателски и 1 студентска мобилности.
Преподаватели от факултета участват и в други програми по инициативата на ЕС „Учене през целия живот“ като учебни визити и „Грюндвик“.
Факултетът е участвал в разработването и реализацията на 2 проекта по линия на трансгранично сътрудничество с партньор Тракийския университет в Одрин, Турция.
Има и сключени двустранни договори за сътрудничество с университети от Украйна и Грузия – страни, неучастващи в програма „Еразъм“.

## Спортна база
Факултетът разполага с модерен спортен комплекс със закрита зала, оборудван фитнес център, спортна площадка.